# Suzanne Eaton
Suzanne Eaton (23 de dezembro de 1959 – 2 de julho de 2019) foi uma cientista norte-americana e professora de biologia molecular no Instituto Max Planck de Biologia Celular Molecular e Genética em Dresden, Alemanha.

## Biografia
Eaton nasceu em 23 de dezembro de 1959, em Oakland, Califórnia. Um de seus modelos de auto-confissão quando criança foi Spock, devido à sua abordagem racional à solução de problemas. Ela também era uma talentosa pianista, tendo tocado desde os oito anos de idade. A mesma completou um bacharelado em biologia na Universidade Brown em 1981, antes de tornar-se PhD em microbiologia pela Universidade da Califórnia em Los Angeles, em 1988.
Sua tese, intitulada Análise molecular de um promotor de cadeia pesada de imunoglobulina (do original, em inglês: Molecular analysis of an immunoglobulin heavy chain promoter), foi concluída sob a supervisão de Kathryn Calame. Ela recebeu o Prêmio Sydney C. Rittenberg de conquista acadêmica distinta em microbiologia pela Associação de Mulheres Acadêmicas em 1988, por seu trabalho de doutorado. Eaton era casada com o também cientista britânico Anthony A. Hyman, com quem teve dois filhos. Ela era atleta, tinha faixa preta em taekwondo.

## Carreira
Eaton começou sua carreira de pesquisadora trabalhando em genes de cadeia pesada da imunoglobulina, no laboratório de Kathryn Calame da Universidade da Califórnia. Em 1988, a mesma mudou seu foco para a biologia do desenvolvimento, investigando como as células obtêm suas identidades nos tecidos da mosca-das-frutas Drosophila melanogaster, passando a compor o grupo de Thomas B. Kornberg, da Universidade da Califórnia em São Francisco.
Ela mudou-se para a Alemanha em 1993 para integrar o grupo de Kai Simons, presente no Laboratório Europeu de Biologia Molecular, em Heidelberg, onde combinou sua experiência em microbiologia e biologia do desenvolvimento para investigar como o citoesqueleto ajuda as células a atingir sua polaridade nos tecidos, usando a mosca-das-frutas como um sistema modelo.
Em 2000, Eaton tornou-se uma das líderes do seu grupo no Instituto Max Planck de Biologia Celular Molecular e Genética, em Dresden, onde investigou como moléculas sinalizadoras e propriedades mecânicas de células atuam juntas para moldar tecidos na mosca-das-frutas. Em 2006, recebeu o Prêmio Júnior de Mulheres em biologia celular por excelência em pesquisa da Sociedade Americana de Biologia Celular. Em 2015, se tornou professora de biologia celular, especificamente do desenvolvimento de invertebrados, na TU Dresden.

## Desaparecimento e morte
Eaton desapareceu em 2 de julho de 2019. Ela foi vista pela última vez tocando piano no saguão do hotel, onde participava de uma conferência na Academia Ortodoxa em Chania, Creta. Acredita-se que seu desaparecimento ocorreu durante uma corrida. A polícia grega encontrou seu corpo em 8 de julho dentro de uma casamata da Segunda Guerra Mundial. Uma investigação de homicídio foi aberta após ser confirmada a causa da morte por asfixia.

## Obras
- Eaton, Suzanne (julho de 1995). "Apical, basal, and lateral cues for epithelial polarization." (em inglês) Cell. 82: 5.
- Eaton, Suzanne (dezembro de 1996). "Roles for Rac1 and Cdc42 in planar polarization and hair outgrowth in the wing of Drosophila." (em inglês) Journal of Cell Biology. 135: 1277.
- Eaton, Suzanne (maio de 2005). "Lipoprotein particles are required for Hedgehog and Wingless signalling." (em inglês) Nature. 435: 58.
- Eaton, Suzanne (setembro de 2010). "Cell Flow Reorients the Axis of Planar Polarity in the Wing Epithelium of Drosophila." (em inglês) Cell. 142: 773.